# Атанасий Иванов
Атанасий Иванов (на македонска литературна норма: Атанасиe Иванов) е католически духовник, парох на католическата катедрала „Успение Богородично“ в Струмица.

## Биография
Роден е през 1883 година в униатско семейство в село Алексово, Кукушко, тогава в Османската империя. Завършва тригодишно богословско училище в Солун и владиката Епифаний Шанов го ръкополага за свещеник на 2 юли 1910 година. Служи в село Лелово в църквата „Свети Антоний“. В 1913 година по време на Междусъюзническата война заедно с паството си бяга от гръцките войски в България и се установява в София. След това са заселени в присъединеното към България Струмишко. На 18 април 1914 година се установява в Нова махала и основава парохията „Успение Богородично“. В 1919 година Струмишко попада в Югославия и отец Атанасий остава при паството си. Тъй като голям брой от униатите се изселват в Струмица, на 18 януари 1923 година Атанасий Иванов също се мести в града. В 1924 година македонските католици минават под юрисдикцията на Крижевци и на 29 юли 1924 година крижевският владика Дионизие Няради прави Атанасий Иванов ръководител на струмишката католическа общност. В къщата си прави малък параклис и там служи до 1925 година. В новоизградената праохийска църква служи първата служба на Велики четвъртък 1925 година. Отец Атанасий е парох в Струмица до смъртта си в 1973 година.